# Alexander Aircraft Company
Pour les articles homonymes, voir Alexander.
La Alexander Aircraft Company était un constructeur américain d'aviation, fondé en 1925 et qui a fait faillite en 1932.

## Histoire
En 1919 les frères J.Don Alexander (1885-1955) et Don M. Alexander (1893-1972) constituèrent à Spokane, Washington, l’entreprise Alexander Film Company (en), spécialisée dans les films publicitaires. En 1923 l’entreprise déménage pour s’installer à Englewood, Colorado. Pour se déplacer Don M. Alexander, fit l’acquisition d’un Laird Swallow. J.Don Alexander eut alors l’idée d’acheter une quarantaine d’aéroplanes destinés à faciliter les déplacements de ses commerciaux, mais aucun constructeur n’était alors en mesure de faire face à une telle commande. Tout juste put-il trouver 4 biplans Longren AK. Ors Longren Aircraft Co, installée à Topeka, Kansas, était au bord de la faillite. J.Don Alexander en racheta les droits et l’outillage et transféra l’Alexander-Longren Aircraft au 3385 South Broadway, à la limite sud de Denver, Colorado.
Le groupe Alexander Industries fut créé, puis l’Alexander Flying School, et l’Alexander Aircraft Company vit le jour en 1925. Dessiné par Daniel Noonan, amélioré par Albert Mooney (en), le biplan Alexander Eaglerock allait connaître un succès extraordinaire, soutenu par un réseau de 33 distributeurs et 143 revendeurs. Utilisé pour le transport postal comme le travail agricole, extrêmement populaire auprès des barnstormers, l’Eaglerock fut choisi par Charles Lindbergh pour son historique traversée de l’Atlantique. Alexander Aircraft déclina la commande en raison d’un important retard des livraisons. Une centaine de biplans étaient sortis de l’usine de South Broadway quand, le 20 avril 1928, une explosion tue 11 employés et provoque l’incendie de l’atelier peinture. Heureusement, pour faire face à son développement rapide, l’entreprise avait acheté peu auparavant à Colorado Springs un terrain de 105 ha et entrepris d’y construire une usine, la Chambre de Commerce ayant acquis de son côté les 36 ha voisins pour y créer un aérodrome. L’usine d’Englewood étant fermée pour enquête sur les raisons de l’explosion, les frères Alexander décidèrent immédiatement le transfert de l’entreprise et de ses 300 employés vers Colorado Springs. 24 heures plus tard, grâce à une noria de 75 camions, le déménagement vers des installations provisoires dispersées dans la ville était achevé.
Durant quelques mois, Alexander Aircraft produisit quotidiennement jusqu’à 8 avions par jour, record absolu pour l’époque ! Mais la crise économique de 1929 profita à l’activité cinématographique, les commandes d’avion s’effondrèrent. Pour protéger Alexander Film Company (en), qui désormais soutenait financièrement la construction d’avions qui ne se vendaient plus, les entreprises furent séparées et Alexander Aircraft Company fut déclaré en faillite en 1932. Le matériel en stock dans l’usine fut employé pour réaliser un planeur, l’Alexander B-1, construit à environ 500 exemplaires qui furent écoulés au prix unitaire de 375 dollars. Tandis qu’au début des années 1950 Alexander Film Company (en) produisait annuellement 2 à 3000 films publicitaires, Aircraft Mechanics Inc (AMI) racheta en 1934 le capital d'Alexander Aircraft Company et poursuivra en 1935 la production de l’Alexander Flyabout. AMI est aujourd’hui une division de BF Goodrich fabricant des sièges éjectables.

## Appareils produits
| Modèle               | Premier vol | Appareils produits | Type                         |
| -------------------- | ----------- | ------------------ | ---------------------------- |
| Alexander Eaglerock  | 1925        | 893                | Biplan 2 places              |
| Alexander Bullet     | 1929        | 12                 | Monoplan aile basse 4 places |
| Alexander Flyabout D | 1931        | 19                 | Monoplan 2 places            |
| Alexander B-1        | 1930        | inconnu            | Planeur                      |